# Kolbsheim
Kolbsheim je občina v departmaju Bas-Rhin francoske regije Alzacija.
Leta 1990 je v občini živelo 765 oseb oz. 230 oseb/km².